# Ivan Krstitelj Škarpa
Ivan Krstitelj Škarpa Ercoli je bio hrvatski graditelj iz Staroga Grada na Hvaru. Utemeljitelj je starogradske obitelji Škarpa.
Poznat je kao graditelj baroknog zvonika župne crkve sv. Nikole u Perastu koji je izgrađen od korčulanskoga kamena. Na zvoniku je radio od 1691. godine po nacrtu mletačkog arhitekta Giuseppea Beatia.
Sa sinovima je podignio i crkvu u rodnom Starom Gradu, a graditeljske radove vršio je i na otoku Visu. Izvodio je radove na palači Radošević u Hvaru.